# Adam Plachetka
Adam Plachetka (* 4. května 1985 Praha) je český operní pěvec-basbarytonista se záběrem i do barytonového oboru.

## Pěvecká kariéra
Rodák z Prahy Adam Plachetka absolvoval Pražskou konzervatoř u profesora Luďka Löbla a pražskou HAMU. Je laureátem řady soutěží, například Mezinárodní pěvecké soutěže Antonína Dvořáka.
V únoru 2005 se objevil poprvé na komorní scéně Národního divadla jako baryton ve čtyřnotové opeře Toma Johnsona. V létě ztvárnil roli Polyphema v Händelově opeře Acis a Galatea na Hudebním festivalu Znojmo.  
V sezóně 2005/2006 debutoval ve Státní opeře Praha jako Don Basilio v Rossiniho Lazebníku sevillském a v Národním divadle jako Mícha ve
Smetanově Prodané nevěstě. Do Státní opery se pak vrátil jako Papageno v Mozartově Kouzelné flétně. V létě se na Znojemském hudebním festivalu poprvé převtělil do hlavní role v Mozartově opeře Don Giovanni.
V květnu 2007 se představil v jihokorejském hlavním městě Soulu jako Argante v opeře Georga Friedricha Händela Rinaldo. V létě pak debutoval na Salcburském festivalu jako Pompeo v Berliozově opeře Benvenuto Cellini pod taktovkou Valerije Gergijeva.
Sezónu 2007/2008 zahájil v Národním divadle v Praze poprvé v hlavní roli ve Figarově svatbě. Na jaře pak vystoupil v Japonsku jako Antonio v inscenaci téže opery a v Jižní Koreji jako Ping v Pucciniho Turandot, kde režíroval Pier-Luigi Pizzi. S orchestrem Národního divadla a Jiřím Bělohlávkem jako dirigentem natočil k 90. výročí československé státnosti jednu z prvních oficiálních vokálních verzí české státní hymny Kde domov můj. Sezónu zakončil opět v Salcburku jako Hajný ve Dvořákově Rusalce pod taktovkou Franze Welsera-Mösta.
Na podzim 2008 se poprvé objevil jako Don Giovanni v Národním divadle v Praze.
Na jaře 2009 debutoval v Bavorské státní opeře v Mnichově v roli Silvana v Cavalliho opeře La Calisto. V Národním divadle v Praze pak nastudoval nové inscenace Rinalda a Rusalky. V červnu vystoupil na závěrečném koncertě Pražského jara v Te Deum Antonína Dvořáka. V létě se vrátil na Salcburský festival jako Antonio ve Figarově svatbě pod taktovkou Daniela Hardinga.
V sezóně 2009/2010 vystoupil při příležitosti návštěvy papeže Benedikta XVI. ve Španělském sále Pražského hradu s Českou filharmonií, Jakubem Hrůšou a Kateřinou Kněžíkovou ve Dvořákově Te Deum. V Národním divadle v Praze nastudoval roli Guglielma v Mozartově opeře Così fan tutte. Na jaře debutoval v Opéra de Nice jako Hajný a Lovec v Rusalce. Na Pražském jaru vystoupil poprvé s písňovým programem a v létě ztvárnil Masetta v Donu Giovannim v Salcburku s Yannickem Nézet-Séguinem za dirigentským pultem.
Od sezóny 2010/2011 je sólistou Vídeňské státní opery, kde debutoval jako Schaunard v Pucciniho Bohémě pod taktovkou Franze Welser-Mösta. V první sezóně tam mimo jiné vystoupil jako Don Basilio v Lazebníku sevillském, Melisso v Händelově Alcině nebo Masetto. Kromě toho debutoval v Královské opeře de la Monnaie v Bruselu jako Nardo v Mozartově opeře Zahradnice z lásky a do Salcburku se vrátil jako Masetto a Antonio.
Sezónu 2011/2012 zahájil ve Vídni záskokem v roli Dona Giovanniho, který ho postavil do centra zájmu médií. Ve Vídni pak v průběhu sezóny vystoupil mimo jiné ještě jako Dulcamara v Donizettiho Nápoji lásky, Figaro, Guglielmo a Publio v La clemenza di Tito Wolfganga Amadea Mozarta. Zůstává tak jediným ve zmapované historii Vídeňské státní opery, kdo ztvárnil v jedné sezóně Dona Giovanniho, Figara a Guglielma – stěžejní role trilogie DaPonteho oper. Kromě toho debutoval v Královské opeře Covent Garden v Londýně jako Masetto a v Opéra Commedie v Montpellieru jako hrabě Almaviva ve Figarově svatbě. Na festivalu v Baden Badenu pořídil pro Deutsche Grammophon nahrávku opery Così fan tutte pod vedením Yannicka Nézet-Séguina. Pro Supraphon natočil v létě CD Händel Oratorio Arias s Romanem Válkem a Czech Ensemble Baroque.
V sezóně 2012/2013 vystoupil jako Guglielmo v koncertním provedení opery Così fan tutte se Skotským komorním orchestrem pod taktovkou Robina Ticciatiho. Na domácí scéně ve Vídni nastudoval nové produkce Gluckovy Alceste a Straussovy Ariadny na Naxu, vystoupil na zahájení Plesu v opeře a absolvoval záskoky v Rossiniho Italce v Alžíru a Popelce (La Cenerentola). Na jaře se poprvé objevil v Chicagu při provedení Bachovy Mše h-moll s Chicagskými symfoniky a Riccardem Mutim a v létě debutoval na festivalu v Glyndebourne jako Figaro.
Sezónu 2013/2014 zahájil recitálem na festivalu Dvořákova Praha. Následně se objevil ve Vídni jako Paolo ve Verdiho Simonu Boccanegrovi. Poté debutoval ve Státní opeře v Berlíně jako Masetto pod taktovkou Daniela Barenboima. V Berlíně vystoupil také na AIDS Gala a na jaře se tam vrátil do Státní opery jako Figaro a do Německé opery jako Don Giovanni. Se souborem Vídeňské státní opery se zúčastnil zájezdů do Hamburku (Figaro), Ománu (Hrabě Almaviva) a New Yorku (První Nazaretský – Salome od Richarda Strausse). V červnu 2014 debutoval jako Guglielmo v milánském Teatro alla Scala a pro festival Radio France v Montpellier nastudoval s Alainem Altinoglu skladbu Liebeszauber Rudiho Stephana a tři Schubertovy písně s doprovodem orchestru. Pro Český rozhlas a Radioservis natočil CD Live a Songs s českým repertoárem u příležitosti Roku české hudby.
V sezóně 2014/2015 se vrátil do Japonska k provedení Kytice Bohuslava Martinů s Tokyo Metropolitan Orchestra a dirigentem Jakubem Hrůšou. Ve Slovenském národním divadle debutoval v roli Dona Giovanniho. Ve Vídni znovu vystoupil jako Dulcamara, Figaro nebo Don Giovanni. Na koncertních pódiích se objevil například na závěrečném koncertě Roku české hudby v O2 aréně, na novoročním koncertě České filharmonie, na Janáčkově máji, Smetanově Litomyšli a v Obecním domě se Symfonickým orchestrem hlavního města Prahy FOK. Jako písňový interpret se představil v londýnské Wigmore Hall a ve Spolku pro komorní hudbu při České filharmonii. V létě se po tříleté pauze vrátil na Salcburský festival jako Figaro.
Dne 4. února 2015 debutoval Plachetka na scéně Metropolitní opery v New Yorku v roli Masetta v Mozartově Donu Giovannim a stal se tak prvním Čechem, který do třiceti let svého věku vystoupil v New Yorku. Stejnou roli zpíval i ve Vídni, Londýně a Miláně. V roce 2016 vystupoval znovu v New Yorku, jednak v Donu Giovannim, tentokrát však jako Leporello, a dále také jako Belcore v Donizettiho opeře L'Elisir d'Amore (Nápoj lásky). První vystoupení v Donizettiho opeře se uskutečnilo 10. března 2016.
V sezóně 2017/2018 ztvárnil Plachetka ve Vídni role jako Figaro, Don Giovanni, Sir Riccardo Forth (Belliniho I puritani), v New Yorku role Dottore Malatesta, Figaro a Guglielmo, účinkoval na festivalech Pražské jaro a Salzburger Festspiele.
V sezóně 2019/2020 účinkoval Plachetka mimo jiné jako Figaro (Il barbiere di Siviglia) v Chicagu a ve Vídni, Conte Almaviva a Figaro (Le nozze di Figaro) v New Yorku a provedl též Koncert bez mantinelů v O2 aréně v Praze. Řada představení však byla zrušená kvůli pandemii koronaviru v roce 2020.
Ve středu 3. června 2020 vystoupil na posledním rozloučení se zpěvačkou Evou Pilarovou v bazilice Nanebevzetí Panny Marie v Praze na Strahově.

## Soukromý život
V roce 2012 se oženil s českou sopranistkou Kateřinou Kněžíkovou. Společně mají dvě dcery, prvorozenou Adélu a druhorozenou Barboru.